# フェズ (企業)
株式会社フェズは、リテールメディア事業・リテールDX事業を展開している企業。本社は東京都千代田区神田紺屋町。広告運用拠点として出雲オフィス（島根県出雲市）を構える。

## 沿革
出典
- 2015年12月3日 - 株式会社フェズ設立、代表取締役に伊丹順平が就任
- 2017年4月 - リテールテック事業始動
- 2018年5月 - 神田オフィスに移転
- 2019年5月 - リテールデータプラットフォーム「Urumo（ウルモ）」をリリース
- 2020年7月 - 総額6.3億円の資金調達実施
- 2020年9月 - 株式会社ファイブシーユーのグループ会社化
- 2021年2月 - TMIプライバシー＆セキュリティコンサルティング株式会社と業務提携
- 2021年3月 - 「Urumo Ads（ウルモ アズ）」提供開始、株式会社フリークアウト・ホールディングスとの合弁会社、株式会社ストアギーク設立
- 2021年9月 - 総額11.5億円の資金調達実施
- 2022年11月 - 総額18億円の資金調達実施、株式会社電通プロモーションプラス・住友商事株式会社と業務提携
- 2023年4月 - 「Urumo Ads｣の広告配信セグメント機能「セグメントファインダー」で特許取得
- 2023年6月 - 島根県出雲市に「出雲オフィス」を開設
- 2023年10月 - 株式会社NTTドコモと業務提携、株式会社NTTドコモベンチャーズより資金調達
- 2024年9月 - 生成AIを活用した購買データ自動分析機能「Urumo BI（ウルモ ビーアイ）」にて特許取得
- 2024年10月 - 代表取締役に赤尾雄司が就任